# Susono
Susono (jap. 裾野市 Susono-shi) – miasto w Japonii, w prefekturze Shizuoka (środkowe Honsiu).

## Położenie
Miasto leży w zachodniej części prefektury Shizuoka na południowych stokach góry Fudżi. Graniczy z:
- Gotenba
- Mishima
- Fuji
- Hakone

## Historia
Miasto powstało 1 stycznia 1971 roku, z połączenia pięciu wsi. Obecnie symbole tych wsi są reprezentowane na fladze miasta.

## Przemysł
W mieście znajdują się fabryki takich firm jak:
- Korporacja Toyota Motor
- Kanto Auto Works
- Korporacja Mitsubishi Aluminum
- Canon (cyfrowe aparaty)
- W kwietniu 2007 swoją główną siedzibę z Jokohamy do miasta przeniosła Korporacja Yazaki (części samochodowe).

## Miasta partnerskie
- Australia: Frankston